# Cunoștințe deschise
.

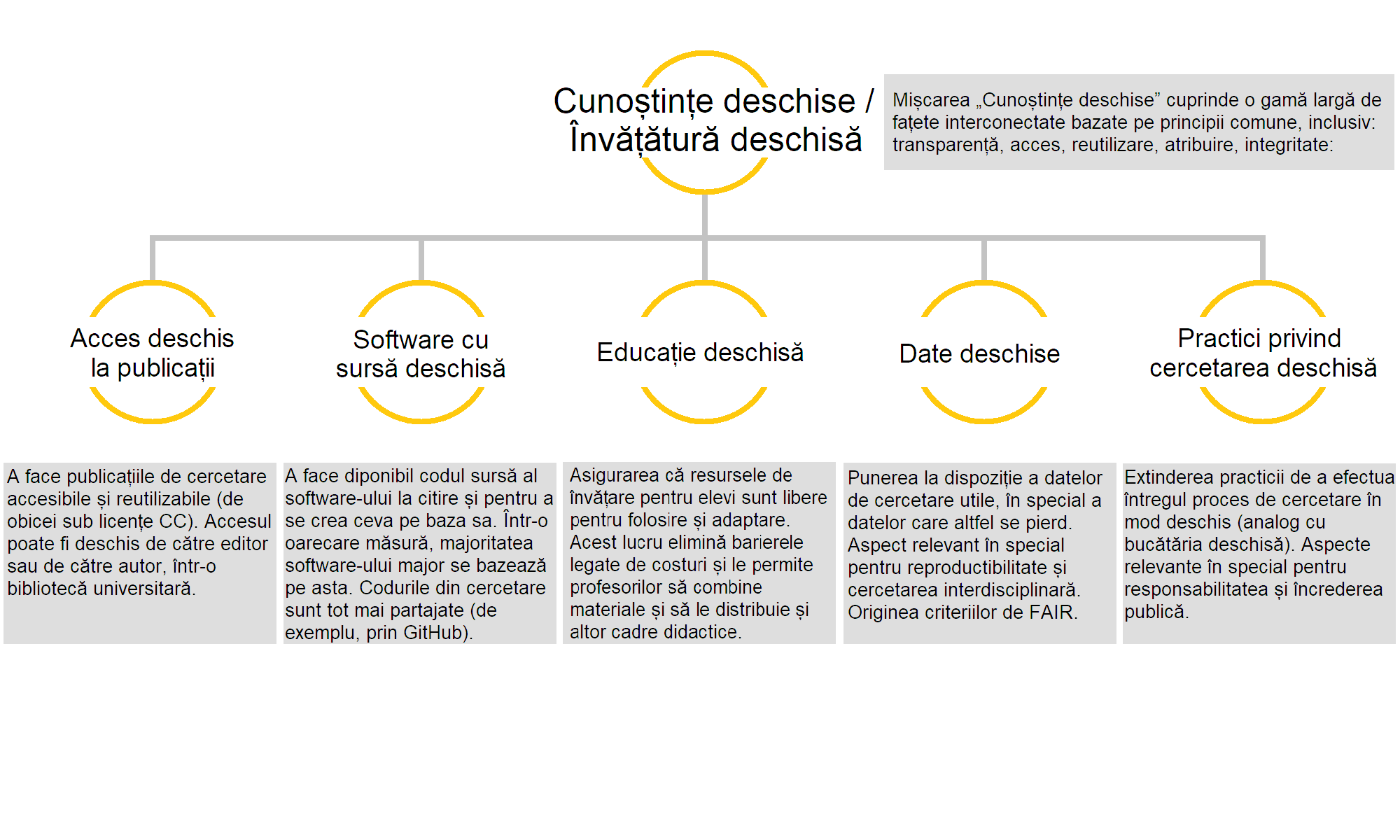
Cunoștințele deschise sunt interpretate în sens larg, inclusiv producția de conținut deschis (cum ar fi date deschise, surse deschise, resurse educaționale deschise și acces deschis), precum și practici (cum ar fi)

Cunoștințele deschise (sau cunoștințele libere) sunt cunoștințele care sunt libere de utilizat, reutilizat și redistribuit fără restricții legale, sociale sau de natură tehnică. Organizațiile și activiștii pentru cunoștințe deschise au propus principii și metodologii legate de producerea și distribuirea cunoștințelor într-o manieră deschisă.
Conceptul este legat de conceptul de sursă deschisă iar The Open Definition⁠(d), ale cărei prime versiuni poartă titlul „Open Knowledge Definition”, este derivat din The Open Source Definition⁠(d).

## Istorie

### Începutul
Similar altor concepte „deschise”, cu toate că termenul este destul de nou, conceptul este vechi: unul dintre cele mai vechi texte tipărite care au supraviețuit, o copie a Sutrei Diamantului⁠(d) budistă produsă în China în jurul anului 868 d.Hr., conține o dedicație „pentru distribuție universală gratuită”. În al patrulea volum al Encyclopédie, Denis Diderot a permis reutilizarea operei sale în schimbul faptului că a folosit materiale de la alți autori.

### În secolul al XX-lea
La începutul secolului al XX-lea, în cadrul Partidului Social Democrat din Germania a avut loc o dezbatere despre dreptul proprietății intelectuale. Un contributor cheie a fost Karl Kautsky, care în 1902 a dedicat o secțiune a unui pamflet „producției intelectuale”, pe care a distins-o de producția materială:
Comunism în producția materială, anarhie în cea intelectuală, acesta este tipul modului socialist de producție, așa cum se va dezvolta în dictatura proletariatului — cu alte cuvinte, de la Revoluția Socială prin logica faptelor economice, oricare ar fi ele: dorințele, intențiile și teoriile proletariatului.:40
Acest punct de vedere s-a bazat pe o analiză conform căreia legea valorii⁠(d) a lui Karl Marx a afectat doar producția materială, nu și producția intelectuală.
Odată cu dezvoltarea internetului public de la începutul anilor 1990, a devenit mult mai ușor de copiat și partajat informații în întreaga lume. Expresia „informația vrea să fie liberă⁠(d)” a devenit un strigăt de raliere pentru oamenii care doreau să creeze un internet fără bariere comerciale, pe care le considerau că inhibă expresia creativă în producția de materiale tradiționale.
Wikipedia a fost fondată în 2001 cu etosul furnizării de informații care ar putea fi publicate, dar și modificate pentru a le îmbunătăți calitatea. Succesul Wikipedia a devenit esențial pentru a face cunoștințele deschise ceva cu care au interacționat și la care au contribuit milioane de oameni.

## Organizații și activități care promovează cunoștințele deschise
- Open Knowledge Foundation
- OpenStreetMap
- Coaliția publicării academice și a resurselor academice⁠(d) (SPARC)
- Science Commons⁠(d)
- Wikimedia Foundation